# The Good Son
The Good Son (Brasil: O Anjo Malvado / Portugal: O Bom Filho) é um filme estadunidense do gênero drama, suspense e terror de 1993, estrelado por Macaulay Culkin e Elijah Wood, direção de Joseph Ruben e escrito por Ian McEwan.

## Sinopse
Mark Evans (Elijah Wood) é um garoto  que vai ficar um tempo na casa de seus tios após a morte de sua mãe. Lá ele descobre que Henry Evans (Macaulay Culkin), seu primo, é um psicopata homicida dissimulado que tenta matar sua própria irmã. Quando Mark tenta avisar sua tia (mãe de Henry), é desacreditado e tachado como paranoico. Enquanto isso, Henry planeja seu grande golpe, matar a própria mãe, e Mark tenta impedi-lo.